# イリーナ・デルギナ
イリーナ・デルギナ（ウクライナ語:Дерюгіна Ірина Іванівна、英語：Irina Deriugina、1958年1月11日 - ）は、旧ソ連の元新体操選手。デルギナスクール所属。ウクライナ北部のキエフ州キエフ出身。

## 略歴
- 1965年、新体操を始める。コーチは母アルビナ。
- 1974年、ナショナルチーム入り。
- 1977年、1979年世界新体操選手権個人総合2連覇。
- 引退後、母アルビナとともにデルギナスクールを経営。主な教え子として、アレクサンドラ・ティモシェンコ、オクサナ・スカルディーナ、タマラ・イエロフィエバ、アンナ・ベッソノバなど。